# Gaio Trebonio
Gaio Trebonio in latino Gaius Trebonius  (90 a.C. circa – 43 a.C.) è stato un politico e militare romano, con il grado di comandante, nella tarda Repubblica romana, nonché un fedele seguace di Cesare, prima di divenire nel 44 a.C. complice del suo assassinio.

## Biografia
Suo padre fu un eques, ma non ricoprì mai la carica di magistrato; il figlio fu considerato un homo novus (vedi Cursus honorum), uno dei pochi nella cerchia di Cesare. Egli ricoprì la carica di questore attorno al 60 a.C., e fu tribuno della plebe nel 55, legando il suo nome alla Lex Trebonia che assegnava, per cinque anni, la Spagna a Pompeo e la Siria a Crasso. Successivamente trascorse cinque anni come legato di Cesare durante le campagne in Gallia. Accompagnò Giulio Cesare durante la sua seconda spedizione in Britannia nel 54 a.C.. Nel 49, Trebonio comandò l'assedio di Marsiglia. Eletto pretore nel 48, fu mandato in Spagna nel 47 per combattere contro l'esercito di Pompeo, ma non riuscì a sconfiggerlo.
Cesare, che aveva ricoperto la carica di console nell'anno 45 a.C., si dimise improvvisamente ed inaspettatamente nel mese di ottobre, nominando consoli suffetti Trebonio e Q. Fabio Massimo. Una cosa del genere non era mai accaduta: secondo Meier era chiaro che oramai Cesare "considerava il consolato primariamente come un onore, ricompensa, bottino. In quelle poche settimane, infatti, i due nuovi consoli non potevano intraprendere con serietà il loro lavoro". Tale nomina provocò notevoli malumori, non solo nella classe senatoria, ma anche nell'opinione pubblica: "quando uno dei due nuovi consoli entrò in teatro, infatti, e il littore ne annunciò la presenza, si levò un coro di protesta: quello non era console".
Trebonio fu inoltre scelto da Cesare come governatore della provincia dell’Asia per il 43 a.C., tuttavia forse si sentì offeso dal dittatore quando, alla morte del suo collega Q. Fabio Massimo, il 31 dicembre Cesare fece addirittura nominare un sostituto, Caninio Rebilo, solo per poche ore. Tale decisione, da tutti (Cicerone in primis) letta come il supremo sfregio alle istituzioni romane, dimostra ulteriormente quanto poco il dittatore tenesse in considerazione, ormai, quella che era stata la più alta carica repubblicana.
Secondo Cicerone, Trebonio aveva cercato di animare una congiura contro Cesare già un anno prima delle Idi di Marzo: egli infatti, nel 45 a.C. avrebbe avvicinato Marco Antonio a Narbo (l’odierna Narbonne, in Francia), con l’intento di reclutarlo per un complotto di cui poi non si fece nulla. Se la notizia è vera, e non si tratta di meriti attribuitisi a posteriori da Trebonio, va notato che se Antonio non si lasciò persuadere ad entrare nella congiura, neanche avvisò Cesare del pericolo.
Trebonio fu l’unico ex console a prendere parte all’assassino di Cesare, e svolse un ruolo cruciale, in quanto si assunse l’incarico di tenere Marco Antonio fuori dal Senato mentre Cesare veniva pugnalato, in modo da evitare che in qualche modo Antonio potesse prestargli aiuto, oppure per evitare che quest’ultimo fosse ucciso insieme al dittatore. Cicerone, del quale Trebonio era amico abbastanza intimo, gli scrisse infatti in seguito: 
“Quanto mi dispiace che tu non m’abbia invitato a quel banchetto meraviglioso delle Idi di marzo! Non avremmo questi avanzi che ci creano ora tutti questi problemi. Il beneficio quasi divino che tu e i tuoi compagni avete reso alla repubblica [l’uccisione di Cesare] lascia spazio tuttavia a qualche critica. Quando penso che fosti proprio tu, magnifica persona, a tirarlo da parte [s’intende, Antonio] e che grazie a te questa peste è ancora in vita, ogni tanto mi monta la collera verso di te. Hai lasciato a me solo più seccature che a tutti gli altri messi insieme!”.
Secondo alcune fonti, quando si preparava l’assassinio del dittatore, alcune settimane prima delle Idi di Marzo, gli altri congiurati avevano proposto di avvicinare Antonio per coinvolgerlo nell’assassinio, ma Trebonio li aveva dissuasi raccontando loro il suo rifiuto dell’anno precedente. A quel punto tra i congiurati si fece strada l’ipotesi di uccidere anche Antonio, ma Bruto rifiutò sdegnosamente questa ipotesi, salvandogli la vita. Ora Cicerone stigmatizzava quello che, alla luce dei gravi problemi creati dall’ambizioso Antonio ai congiurati, si era dimostrato un grave errore.
Dopo la congiura, probabilmente ai primi di aprile del 44 a.C., avendo il senato deciso che gli atti di Cesare fossero comunque ratificati, Trebonio partì per la provincia dell'Asia, per assumerne il governatorato come proconsole. Verso la fine del febbraio del 43 a.C. si rifiutò di aiutare il console Publio Cornelio Dolabella negandogli l'accesso nelle città della provincia. Dolabella allora continuò il suo viaggio verso la Siria, ma fu raggiunto dall'esercito mandato da Trebonio con il compito di ucciderlo. Informato, Dolabella tese un'imboscata al nemico e fece ritorno a Smirne dove Trebonio era rimasto senza più difese. Per il tradimento, Trebonio fu decapitato dagli uomini di Dolabella, che fece esporre poi la sua testa ai piedi della statua di Cesare. Trebonio fu quindi il primo dei cesaricidi a morire.